# Seekabel Isle of Man–England
Das Seekabel zwischen der Isle of Man und England („Isle of Man to England Interconnector“) ist mit einer Länge von 105 km das längste im Meer verlegte Drehstromkabel der Erde. Es wurde 1999 zwischen Blackpool und Douglas auf der Isle of Man verlegt und verfügt über eine maximale Übertragungsleistung von 65 Megawatt. Die Betriebsspannung des Seekabels zwischen der Isle of Man und England beträgt 132 kV.
Nahe und parallel zum Energiekabel, das auch Telekommunikationsleitungen enthält, liegt ein Glasfaser-Datenkabel, das ebenfalls von Manx Electricity Authority besessen und betrieben wird.